# Aporá
Aporá is een gemeente in de Braziliaanse deelstaat Bahia. De gemeente telt 18.738 inwoners (schatting 2009).